# Six Flags America
Six Flags America (precedentemente noto come Wildlife preserve o Adventure World) è un parco divertimenti statunitense situato a Largo, nel Maryland. È stato inaugurato nel 1974 per iniziativa del miliardario Ross Perot, negli anni seguenti assunse varie denominazioni passando di proprietà di vari proprietari tra cui la Premier Parks. Nel 1998 in seguito alla fusione tra Premier Parks e Six Flags è entrato a far parte di quest'ultima catena aggiungendo il marchio al nome. Si estende su una superficie molto estesa di oltre 500 acri e contiene al suo interno 50 attrazioni.